# Ostatnie życie we wszechświecie
Ostatnie życie we wszechświecie (taj. เรื่องรัก น้อยนิด มหาศาล, jap. 地球で最後のふたり Chikyū de saigo no futari, ang. Last Life in the Universe) – film z 2003 roku w reżyserii Pen-Eka Ratanaruanga. W rolach głównych wystąpili Tadanobu Asano i Sinitta Boonyasak. Film jest trójjęzyczny: bohaterowie rozmawiają w języku tajskim, japońskim i angielskim.

## Opis fabuły
Kenji (Tadanobu Asano) jest bibliotekarzem, pracującym dla Japan Foundation w Bangkoku. Żyje w sterylnie czystym mieszkaniu wypełnionym starannie ustawionymi książkami. Przejawia oznaki zaburzenia obsesyjno-kompulsyjnego i skłonności samobójcze, jego próby w tym kierunku są jednak nieśmiałe i zawsze przypadkowo przerywane przez osoby trzecie, w tym przyrodniego brata Yukio (Yutaka Matsushige), przypuszczalnie yakuzę. Yukio uciekł z Japonii do Tajlandii, ponieważ spał z córką swojego mocodawcy. Yukio wraz z przyjacielem Takashim (Riki Takeuchi) odwiedza klub nocny, gdzie pracuje dziewczyna imieniem Nid (Laila Boonyasak). Siostra Nid Noi (Sinitta Boonyasak) kłóci się z nią, ponieważ siostra przespała się z jej chłopakiem Jonem. Wcześniej Kenji spotyka w bibliotece Nid ubraną w szkolny mundurek i pożycza książkę, którą ta przeglądała – The Last Lizard Yukio Mishimy. Gdy wraca do domu, odwiedza go przyrodni brat razem z Takashim. Kenji przebywając w drugim pokoju odkrywa, że w pluszowym misiu należącym do jego brata ukryty jest pistolet. Chwilę później słyszy, że w drugim pokoju jego brat wzywa pomocy. Jest świadkiem zastrzelenia brata i zabija Takashiego, zanim ten zdążył zabić również jego.
Kenji opuszcza mieszkanie i podejmuje kolejną próbę samobójczą, próbując tym razem skoczyć z mostu. Na tym samym moście zatrzymuje się samochód prowadzony przez Noi kłócącą się z Nid. Dziewczyna każe wysiąść Nid i rusza, w tym samym momencie Nid zauważa Kenjiego stojącego na poręczy mostu. Zaskoczona dziewczyna staje w miejscu i zostaje śmiertelnie potrącona przez samochód. Kenji i Noi przyjeżdżają do domu nad morzem należącego do Noi. W ciągu kilku następnych dni rodzi się między nimi szczególna więź.

## Obsada
- Tadanobu Asano jako Kenji
- Sinitta Boonyasak jako Noi
- Laila Boonyasak jako Nid
- Yutaka Matsushige jako Yukio
- Riki Takeuchi jako Takashi
- Thiti Rhumorn jako Jon
- Yoji Tanaka, Sakichi Sato i Takashi Miike jako yakuza

## Nagrody i festiwale
Film zdobył dwie nagrody Tajlandzkiej Akademii Filmowej, a także nagrodę FIPRESCI na MFF w Bangkoku. Zdobył również nagrodę aktorską w sekcji "Controcorrente" dla Tadanobu Asano na 60. MFF w Wenecji oraz dwie nagrody (AQCC Award i nagroda jury) na festiwalu Fant-Asia. Ostatnie życie we wszechświecie było oficjalnym kandydatem Tajlandii do Oscara za najlepszy film obcojęzyczny.
W Polsce film miał premierę podczas 4. edycji MFF Nowe Horyzonty w Cieszynie.